# Myolepta pulverum
Myolepta pulverum är en tvåvingeart som beskrevs av Mutin 1999. Myolepta pulverum ingår i släktet parkblomflugor, och familjen blomflugor. Inga underarter finns listade i Catalogue of Life.